# Leon Izdebski
Leon Wenanty Izdebski (ur. 1 grudnia 1897 w Sokołowie, zm. 19 października 1941 w Jabłonnie k. Warszawy) – porucznik administracji Wojska Polskiego.

## Życiorys
Urodził się 1 grudnia 1897 w Sokołowie, w ówczesnym powiecie stryjskim Królestwa Galicji i Lodomerii, w rodzinie Józefa i Filomeny z Kamińskich. 
W czasie I wojny światowej, jako uczeń wstąpił do Legionów Polskich. Walczył w szeregach 4 Pułku Piechoty.
15 sierpnia 1919 jako były podoficer Legionów Polskich został mianowany z dniem 1 lipca 1919 urzędnikiem ewidencyjnym XI klasy rangi. Pełnił wówczas służbę w Powiatowej Komendzie Uzupełnień Warszawa. W 1923, jako urzędnik wojskowy w XI randze pełnił służbę w Powiatowej Komendzie Uzupełnień Mińsk Mazowiecki na stanowisku referenta. Z dniem 1 marca 1924 Prezydent RP przemianował go na oficera zawodowego w stopniu porucznika ze starszeństwem z dniem 1 grudnia 1920 i 13. lokatą w korpusie oficerów administracji, dział kancelaryjny. W lutym 1926, w związku z wprowadzeniem nowej organizacji służby poborowej na stopie pokojowej, został zatwierdzony na stanowisku referenta w PKU Mińsk Maz. W kwietniu 1928 został przesunięty na stanowisko kierownika II referatu poborowego. W sierpniu 1929 został zwolniony z zajmowanego stanowiska i oddany do dyspozycji dowódcy Okręgu Korpusu Nr I. Z dniem 31 stycznia 1930 został przeniesiony w stan spoczynku. W 1934, jako oficer stanu spoczynku pozostawał w ewidencji Powiatowej Komendy Uzupełnień Warszawa Miasto III.
Na emeryturze mieszkał we wsi Czudwy, poczta Janowa Dolina, w województwie wołyńskim.
Więzień Pawiaka. Uciekł z transportu do Palmir.

## Ordery i odznaczenia
- Krzyż Niepodległości – 27 czerwca 1938 „za pracę w dziele odzyskania niepodległości”[13]
- Krzyż Zasługi[14]